# Церква Санта-Марія-Формоза

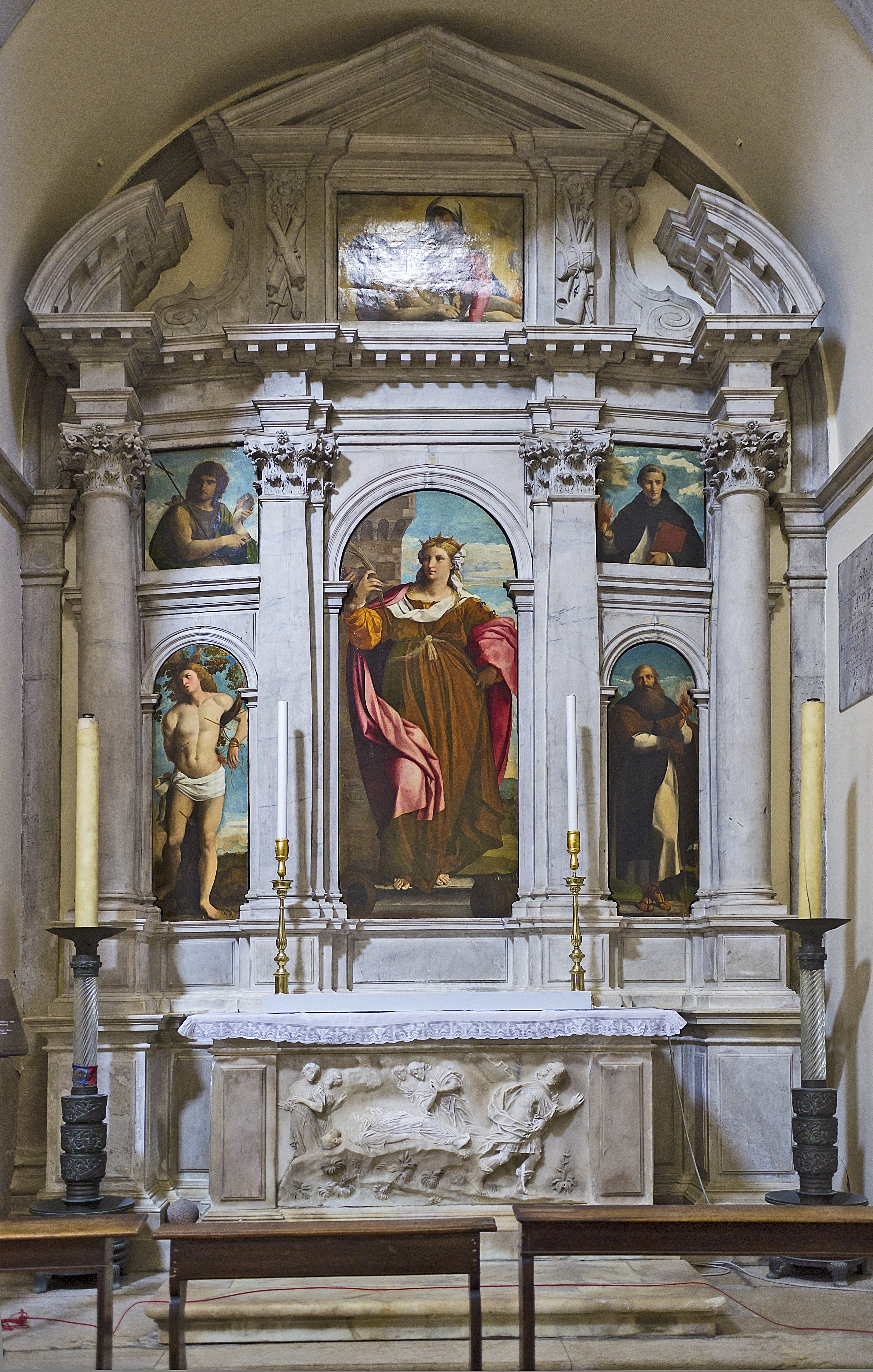
«Свята Варвара з святими» роботи Пальми іль Веккьйо

Церква Санта-Марія-Формоза (італ. Santa Maria Formosa) — церква у Венеції, в районі Кастелло. Знаходиться на однойменній площі Санта-Марія-Формоза.
Церква була побудована в 1492 році на місці старовинної церкви за проєктом Мауро Кодуччі. З архітектурних особливостей можна відзначити опуклі кремові апсиди, гротескову маску біля підніжжя дзвіниці — одну з багатьох барокових деталей храму.
У церкві міститься кілька шедеврів представників венеційської школи живопису. Головний з них — «Свята Варвара зі святими» роботи Пальми іль Веккьйо. Ця робота вважається у художника найкращою. Ще одним шедевром є триптих «Мадонна Мізеркордія» роботи Бартоломео Віваріні. Він створив цей твір 1473 року на кошти церковної конгрегації.